# Cheile Poșăgii
Cheile Poșăgii (sau Cheile Poșegii) alcătuiesc o arie protejată de interes național ce corespunde categoriei a IV-a IUCN (rezervație naturală de tip mixt), situată în partea de nord a județului Alba, pe teritoriul comunei Poșaga, între satele Poșaga de Jos, reședința comunei, și Poșaga de Sus.

## Descriere
Se găsesc în partea de est a masivului Muntele Mare, pe cursul pârâului Poșaga, afluent pe stânga al Arieșului, la 6 km de la confluență.
Căi de acces: pe DN 75 Turda-Câmpeni.
Este o rezervație naturală complexă, având un suport geomorfologic pitoresc, cu formele carstice caracteristice reliefului calcaros: abrupturi, creste, turnuri și ogașe prăpăstioase. Totodată conține și unele specii de plante rare. Cheile Poșăgii sunt străbătute de pârâul care le-a format, pe o distanță de 400 m, iar în cuprinsul cheilor, chiar la intrarea în acestea, primește din stânga un afluent cu curs temporar, lung de 700 m.
Suprafață: 10 ha, la care se adaugă alte 85 ha zonă tampon, totalizând împreună 95 ha.
Terenul este majoritar proprietate de stat (păduri, stâncării neproductive), aflat în administrația Ocolului Silvic Romsilva, la care se adaugă o suprafață redusă (pășuni și fânețe) aflată în proprietate particulară.

## Imagini

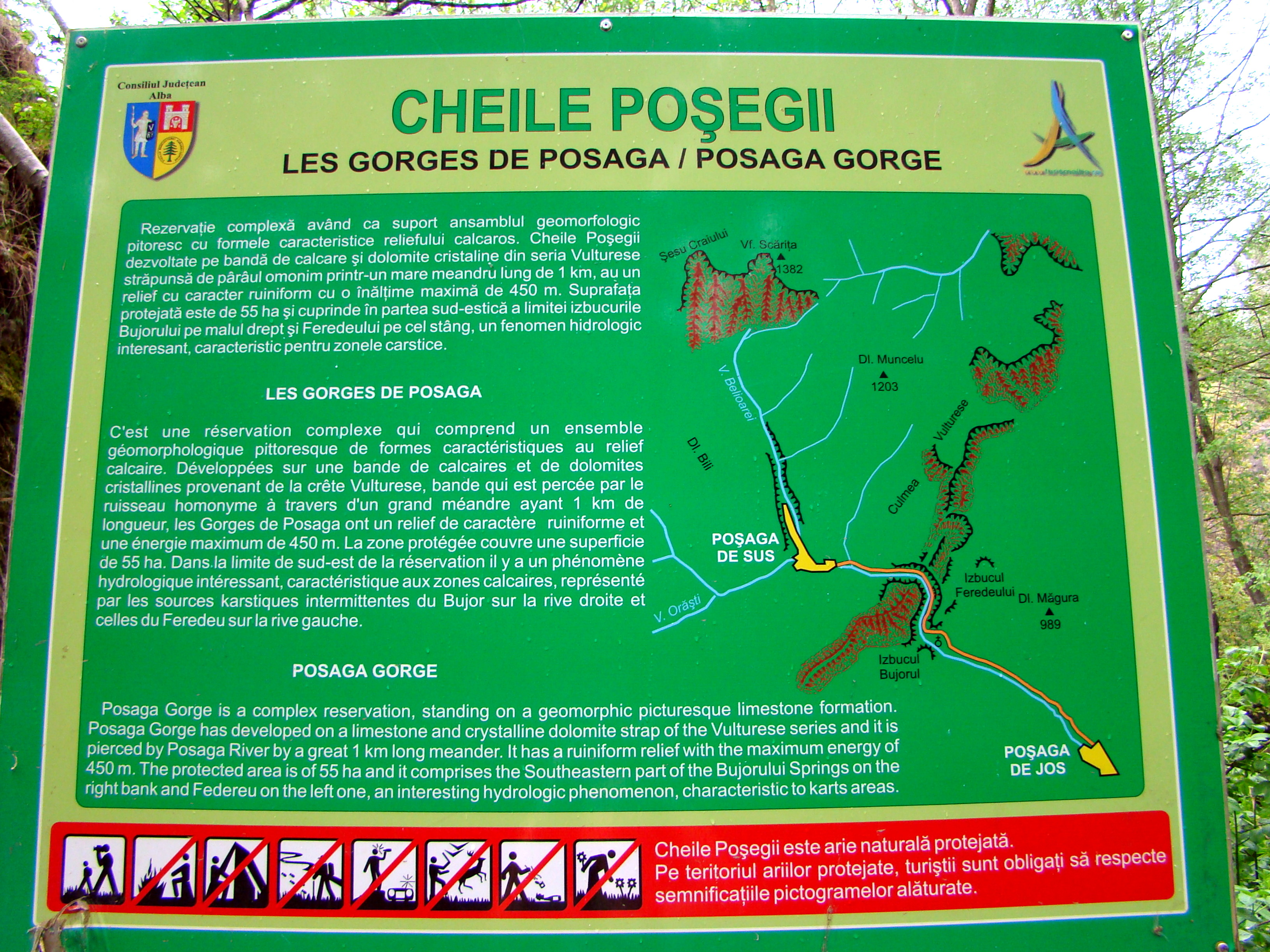
Cheile Poşegii (Poşăgii) (panou informativ)
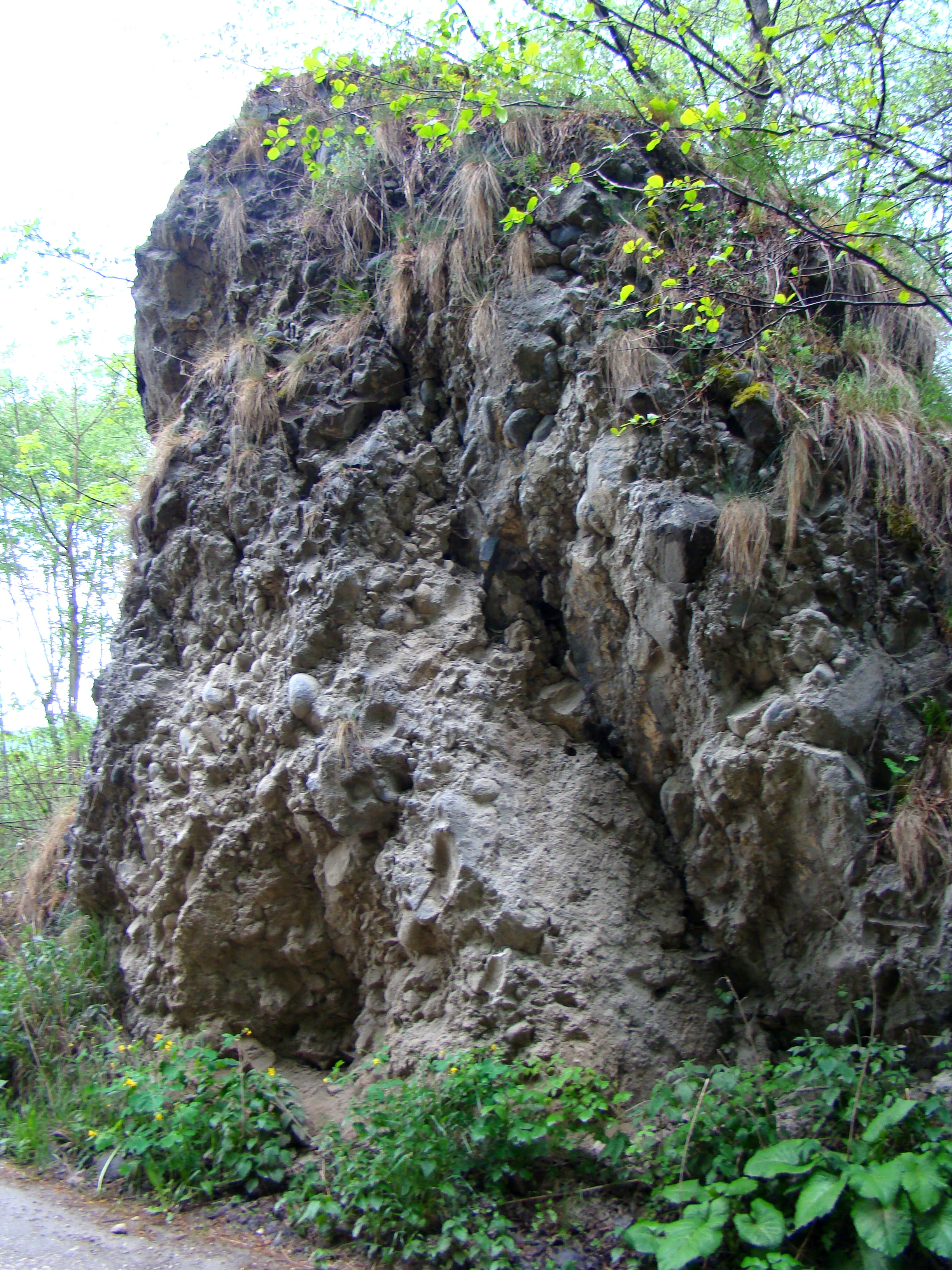
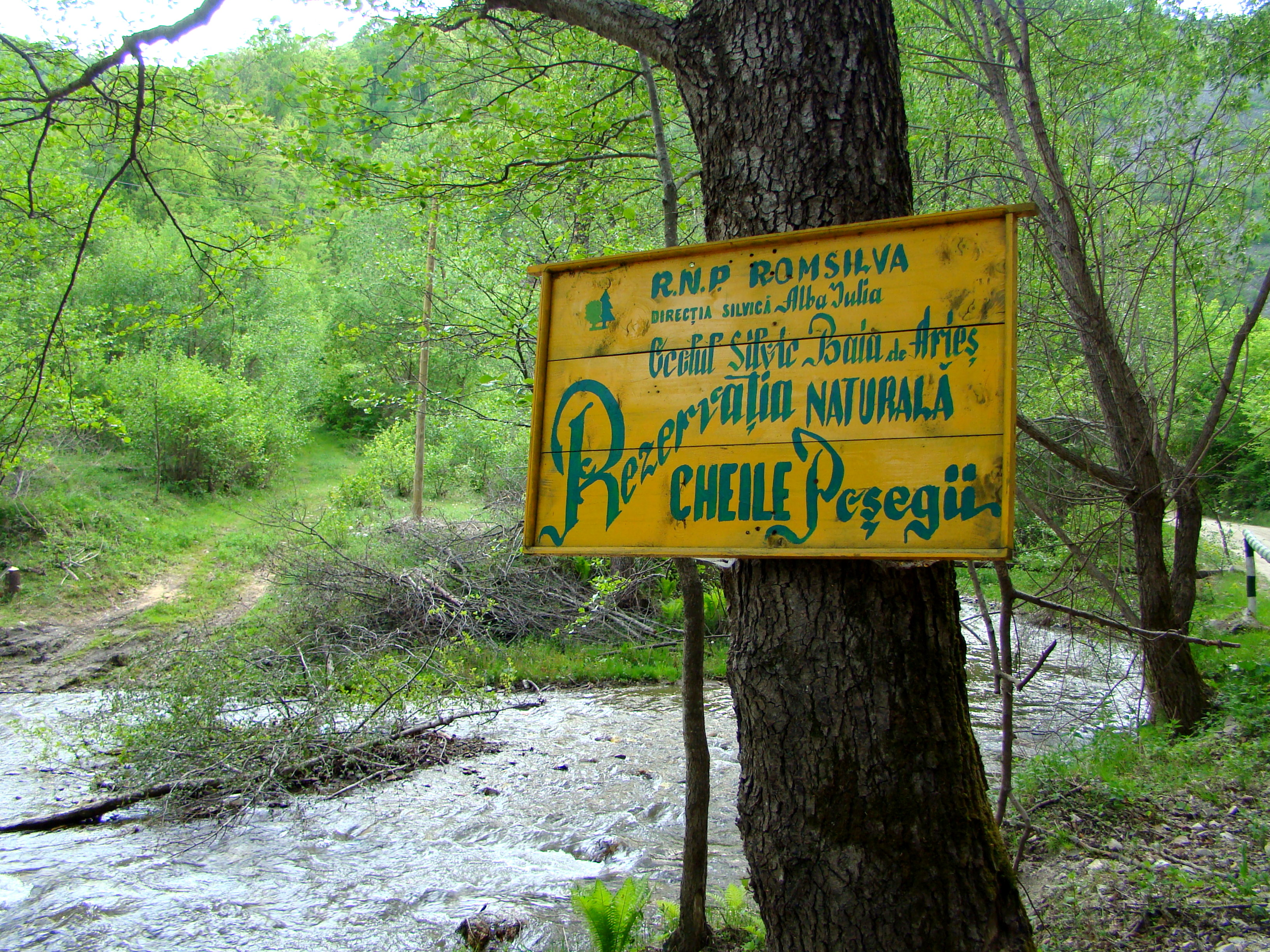
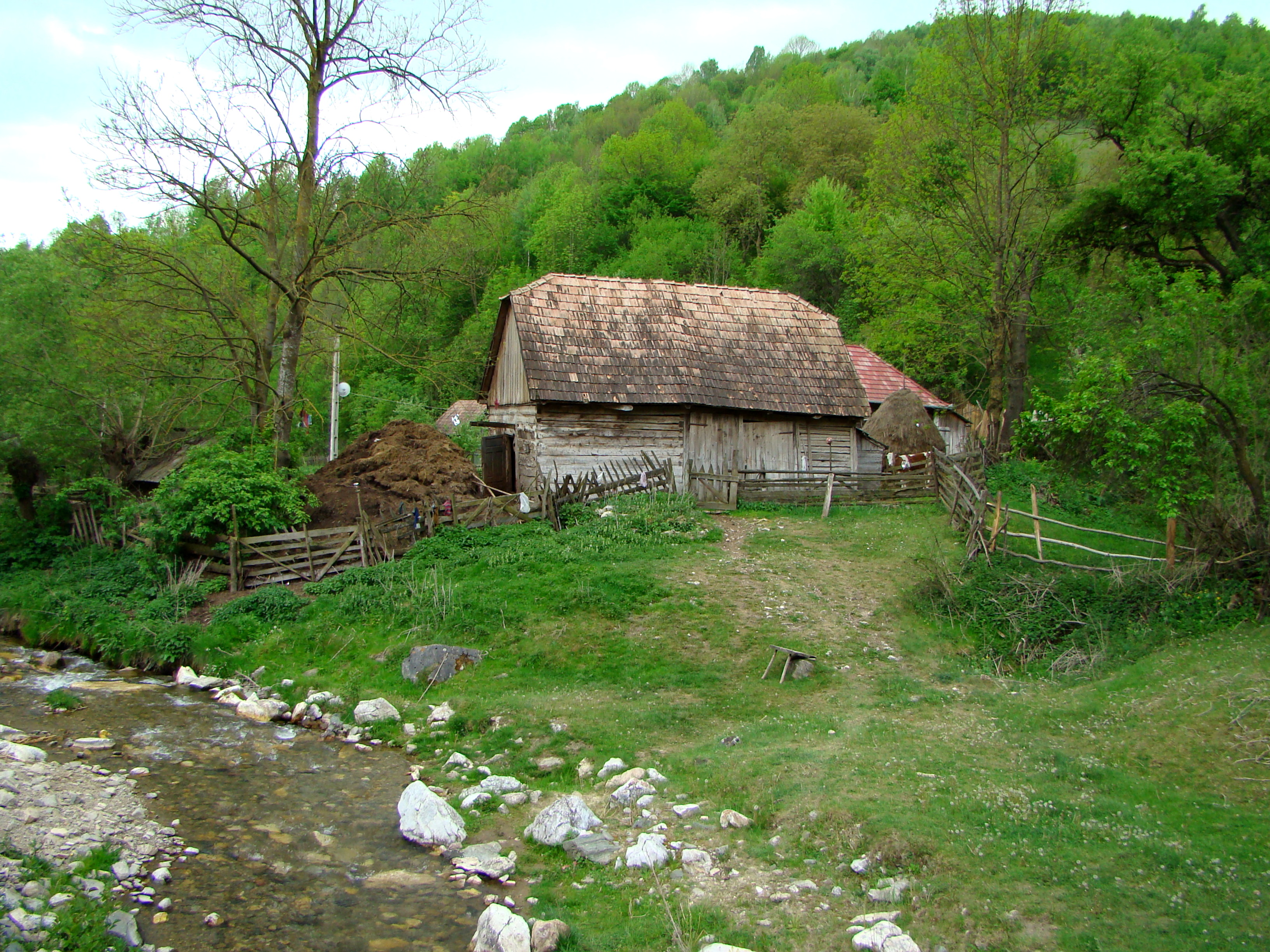
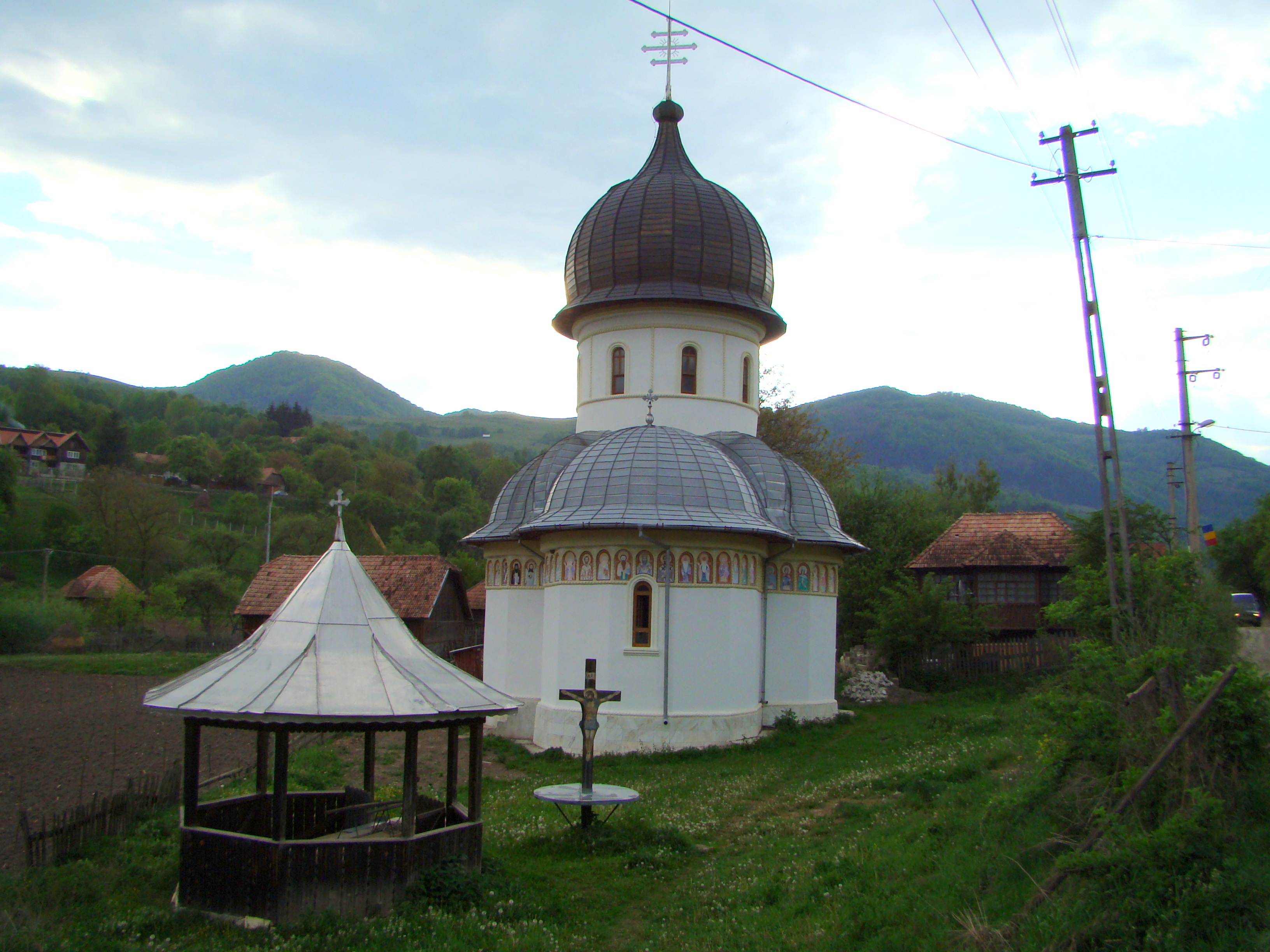
Biserica ortodoxă din Poșaga de Jos
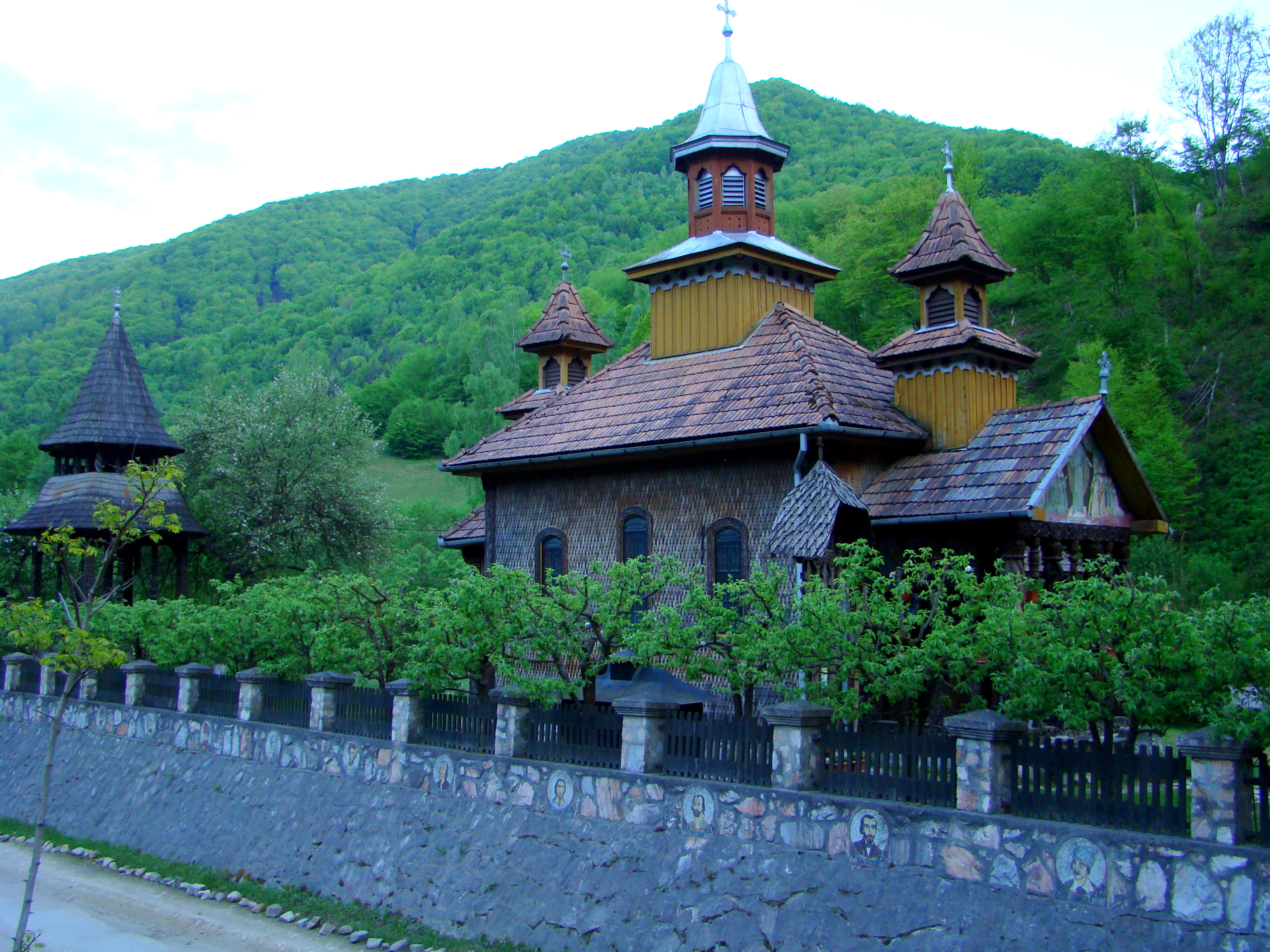
Schitul Poșaga